# Claudio Azzolini
Pour les articles homonymes, voir Azzolini.
Claudio Azzolini, né le 9 juin 1940 à Naples, est un homme politique italien membre de Forza Italia et ancien parlementaire européen.